# Milčo Mančevski
Milčo Mančevski (Skoplje, 18. listopada 1959.) makedonski je filmski redatelj, scenarist, pisac i fotograf.

## Životopis
Studirao je povijest umjetnosti i arheologiju na Filozofskom fakultetu u Skoplju prije nego što se preselio u SAD i 1983. godine diplomirao na Fakultetu za film i fotografiju na Sveučilištu u Južnom Ilinoisu.
Mančevski je autor knjige „Duh moje majke“ (mak. Духот на мајка ми), objavljene u New Yorku, također autor tekstova glazbenog sastava Bastion, kao i većeg broja glazbenih spotova i reklama. Pojavljuje se kao glumac u nekoliko filmova i u jednoj kazališnoj predstavi.
Dobitnik je više nagrada i priznanja. Njegov film Prije kiše (1994.) dobio je više od 30 nagrada, između ostalog, nagrađen je Zlatnim lavom za najbolji film na Festivalu u Veneciji. Film je bio nominoran za Oscara u kategoriji za najbolji strani film.
New York Times uključio je njegov film Prije kiše (1994.)  u svom vodiču najboljih 1,000 filmova ikada snimljenih. Njegov rad također uključuje filmove "Dust" (2001), "Sjene" (2007), "Majke" (2010), "Bikini Moon" (2017), kao i kratke "End of Time" (2017), "Četvrtak" (2013) "Makedonija Vječna" (2009), "Tennessee" (1991) i "1,73" (1984). Mančevski je imao dvije izložbe fotografija; napisao je djela fikcije, knjige eseja i izvedbene umjetnosti. Njegov je rad imao preko 250 festivalskih projekcija (uključujući Veneciju, Berlin, Toronto, Sao Paolo, Istanbul, Tokio, Jeruzalem, Hong Kong, Stockholm, itd). Njegovi su filmovi distribuirani u više od 50 zemalja.
Njegov rad je uključen u kurikulume brojnih sveučilišta i bio je predmet dviju akademskih konferencija (u Firenci i Leipzigu), a ima i počasni doktorat Moskve VGIK-a. Predaje na postdiplomskoj školi "Feirstein" na Brooklyn Collegeu na Gradskom sveučilištu u New Yorku, Sveučilište u Valladolidu, Institut za napredne studije Mađarske i Škola umjetnosti Tisch na Sveučilištu u New Yorku. Njegove prethodne nastavne pozicije uključuju: Šangajsko sveučilište u Kini, VGIK u Moskvi, EICTV na Kubi, Sveučilište u Valladolidu, Institut za napredne studije Mađarske i Škola umjetnosti Tisch na Sveučilištu u New Yorku.

## Filmovi
- Prije kiše (1994.)
- Prašina (2001.)
- Sjenke (2007.)
- Majke  (2010.)
- Bikini Moon (2017.)

## Kratkometražni
- The End of Time (2017)
- Thursday (2013)
- Buddies: Race – Skopsko for Us (2015)
- Buddies: Filip – Skopsko for Us (2015)
- Buddies: Green Car – Skopsko for Us (2015)
- Macedonia Timeless: Mountains (2008)
- Macedonia Timeless: Temples (2008)
- Macedonia Timeless: Archaeology (2008)